# (35230) 1995 GW
1995 GW (asteroide 35230) é um asteroide da cintura principal. Possui uma excentricidade de 0.13396480 e uma inclinação de 8.41384º.
Este asteroide foi descoberto no dia 7 de abril de 1995 por Takao Kobayashi em Oizumi.